# Conde de Mendia
O título de Conde de Mendia foi criado por decreto de 13 de Novembro de 1890 do rei D. Carlos I de Portugal a favor de Eugénio de Mendia y Cunha Matos, 1.º conde de Mendia e 1º marquês de Mendia em Espanha.

## Titulares
1. Eugénio de Mendia y Cunha Matos, 1.º conde de Mendia e 1.º marquês de Mendia em Espanha
2. Eduardo Pereira Caldas de Mendia, 2.º conde de Mendia
3. Eugénio de Sousa Coutinho de Mendia, 3.º conde de Mendia e 2.º marquês de Mendia em Espanha
4. Eduardo Guedes de Queirós de Mendia, 4.º conde de Mendia e 3.º marquês de Mendia em Espanha
5. Eduardo Melo de Castro de Mendia, 5.º conde de Mendia e 4.º marquês de Mendia em Espanha